# ロベルト・シュタットローバー
ロベルト・シュタットローバー（Robert Stadlober、1982年8月3日 - ）は、オーストリア出身の俳優、声優。ロバート・スタッドローバーとも表記される。
女優のアニャ・シュタットローバーは妹。

## 略歴
1982年にオーストリアのケルンテン州フリーザッハで生まれ、1989年に母と妹とともにドイツのベルリンに移ると、11歳で声優の仕事を始める。

## 出演作品
- クレイジー Crazy (2000)
- スターリングラード Enemy at the Gates (2001)
- クラバート 闇の魔法学校 Krabat (2008) ※日本劇場未公開
- グリム童話・ルンペルシュティルツヒェン Rumpelstilzchen (2009) ※テレビ映画
- パリよ、永遠に Diplomatie (2014)
- フレディ/エディ Freddy/Eddy (2016)
- ベルリン、アイラブユー Berlin, I Love You (2019) ※日本劇場未公開、WOWOWにて放映
- ある一生 Ein ganzes Leben (2023)
- ゲッベルス ヒトラーをプロデュースした男 Führer und Verführer (2024)